# Digital asset management
Digital asset management (DAM), eller digitale arkivhåndteringssystemer, understøtter lagring, søgning, redigering, organisering og genbrug af digitale objekter inden for en organisation. DAM fokuserer på multimedieressourcer, såsom billeder, video og lyd..

## Typer af digital asset management
Der er flere typer systemer der kan bruges til at håndtere digitale filer.
- Digital asset management (DAM)
- Digital content management (DCM)
- Enterprise content management (ECM)
- Digital media management (DMM)
- Media asset management (MAM)
- Web-content management (WCM)
- Brand asset management (BAM)